# كأس الكؤوس الأوروبية 1983–84
كأس الكؤوس الأوروبية 1983–84  هو الموسم 24 من  كأس الكؤوس الأوروبية. أقيم خلال الفترة 14 سبتمبر 1983 وحتى 16 مايو 1984، والذي يشرف على تنظيمه الاتحاد الأوروبي لكرة القدم، وكان عدد الأندية المشاركة فيه  33، وفاز فيه يوفنتوس.

## نتائج الموسم
| المركز | فريق    | لعب | ف | ت | خ | له | عليه | ف.أ | نقاط | ملاحظة |
| ------ | ------- | --- | - | - | - | -- | ---- | --- | ---- | ------ |
|        | يوفنتوس |     |   |   |   |    |      |     |      |        |